# Список членов Учредительного собрания, вошедших в КОМУЧ
1. Абрамов, Василий Семёнович (Румынский фронт).
2. Алибеков Губайдулла Алибекович
3. Алкин, Ильяс Саидгиреевич (Казанский округ).
4. Алмазов, Валентин Иванович (Симбирской губ.).
5. Алюнов, Гавриил Фёдорович (Казанский округ)
6. Аргунов, Андрей Александрович (Смоленской губ.).
7. Ахмеров, Мухитдин Гайнетдинович (Уфимской губ.).
8. Баранцев, Трофим Владимирович, член Учредительного Собрания.
9. Белозеров, Пётр Гаврилович (Самарской губ.).
10. Беремжанов, Ахмет Кургамбекович (Тургайская обл.).
11. Богословов, Яков Аркадьевич (Самарской губ.).
12. Брушвит, Иван Михайлович (Самарской губ.).
13. Буревой, Константин Степанович (Воронежской губ.).
14. Былинкин, Арсений Сергеевич (Румынский фронт).
15. Вольский, Владимир Казимирович (Тверской губ.).
16. Гендельман, Михаил Яковлевич (Рязанской губ.).
17. Гуров, Козьма Семёнович, член Учредит. Собран.
18. Девизоров, Алексей Алексеевич, член Учредит. Собрания.
19. Дутов, Александр Ильич (Оренбургской губ.).
20. Евдокимов, Кузьма Афанасьевич, член Учредительного Собрания.
21. Здобнов, Николай Васильевич (Пермской губ.).
22. Зензинов, Владимир Михайлович (Петроградской губ.).
23. Климушкин, Прокопий Диомидович (Самарской губ.).
24. Колосов, Евгений Евгеньевич, член Учредит. Собран.
25. Кондратенков, Георгий Николаевич (Тамбовской губ.).
26. Котельников, Дмитрий Павлович, член Учредительн. Собр.
27. Кривощеков, Александр Иванович (Оренбургской губ.).
28. Кроль, Моисей Ааронович, член Учредительного Собрания.
29. Лазарев, Егор Егорович (Самарской губ.).
30. Линдберг, Михаил Яковлевич, член Учредительного Собрания.
31. Любимов, Николай Михайлович (политик), член Учредительного Собрания.
32. Марков, Борис Дмитриевич (Томской губ.).
33. Маслов, Павел Григорьевич (Самарской губ.).
34. Матушкин, Вячеслав Александрович (Оренбургской губ.).
35. Минин, Александр Аркадьевич (Саратовской губ.).
36. Михайлов, Павел Яковлевич, член Всерос. Учред. Собран.
37. Мухин, Александр Фёдорович, член Всерос. Учред. Собр.
38. Нестеров, Иван Петрович (Минской губ.).
39. Николаев, Семён Николаевич (Казанской губ.).
40. Омельков, Михаил Фёдорович, член Учредительного Собрания.
41. Подвицкий, Виктор Владимирович (Смоленской губ.).
42. Почекуев, Кирилл Тихонович (Симбирской губ.).
43. Раков, Дмитрий Фёдорович (Нижегородской губ.).
44. Роговский, Евгений Францевич (Алтайской обл.).
45. Семёнов, Фёдор Семёнович, он же Лисиенко, Арсений Павлович, член Всерос. Учредит. Собрания.
46. Суханов, Павел Степанович, член Учредительного Собрания.
47. Терегулов, Гумер Хабибрахманович (Уфимской губ.).
48. Туктаров, Фуад (Самарской губ.)[1].
49. Тухватуллин, Фатих Насырович (Пермской губ.).
50. Филипповский, Василий Николаевич (Юго-Западный фронт).
51. Филатов, Василий Александрович (Уфимской губ.).
52. Фахретдинов, Габдул-Ахад Ризаитдинович (Оренбургской губ.).
53. Фортунатов, Борис Константинович (Самарской губ.).
54. Шапошников, Акиндин Иванович, член Учредительного Собрания.
55. Шатилов, Михаил Бонифатьевич, член Учредительного Собрания.
56. Шендриков, Степан Никифорович, член Учредит. Собрания.
57. Шмелёв, Николай Андреевич (Румынский фронт).
58. Шнырев, Даниил Семёнович, член Учредит. Собрания.

## Источник
- Хронос. КОМУЧ
- Г.К. Гинс. Сибирь, союзники и Колчак. Поворотный момент русской истории. 1918-1920: Впечатления и мысли члена Омского Правительства. М, Крафт+, 2007. с. 142.